# 1º marzo
Il 1º marzo o primo marzo è il 60º giorno del calendario gregoriano (il 61º negli anni bisestili). Mancano 305 giorni alla fine dell'anno.
In quanto primo del mese, a differenza degli altri giorni, è solitamente scritto con l'indicatore ordinale. Tuttavia, sebbene sconsigliabile, è in aumento l'uso della forma con il numerale cardinale (1 marzo).

## Eventi
- 375 a.C. – Fondazione del tempio di Giunone Lucina sull'Esquilino, a Roma, dove si celebravano i Matronalia
- 222 a.C. – Marco Claudio Marcello sconfigge i Galli Insubri nella battaglia di Clastidium, uccidendo in un duello il loro capo Viridomaro
- 29 a.C. – Orazio scrive l'ode VIII «Ad Maecenatem» (Martiis caelebs quid agam Kalendis…)
- 286 – Massimiano viene proclamato imperatore romano
- 293 – Costanzo Cloro e Galerio vengono scelti come associati al trono e successori designati, con il titolo di Cesare, degli imperatori Massimiano e Diocleziano
- 317 – Crispo e Costantino, figli dell'imperatore romano Costantino I, vengono nominati cesari assieme a Valerio Liciniano Licinio, figlio dell'imperatore Licinio
- 350 – Vetranione, generale romano, si proclama Cesare, dietro suggerimento di Costantina
- 492 – Papa Gelasio I succede a papa Felice III
- 499 – Papa Simmaco nomina Laurenzio vescovo di Nocera
- 705 – Papa Giovanni VII succede a papa Giovanni VI
- 965 – Papa Benedetto V viene eletto dal popolo in sostituzione di papa Leone VIII
- 1444 – Giorgio Castriota Scanderbeg viene proclamato comandante della resistenza albanese all'Impero ottomano
- 1524/1525 – Giovanni da Verrazano sbarca nei pressi di Cape Fear (data approssimativa)
- 1562 – Massacro di Wassy: decine di Ugonotti vengono massacrati dai cattolici a Wassy, in Francia sotto il potere della regina di Francia Caterina de' Medici, segnando l'inizio della prima guerra di religione
- 1565 – Viene fondata la città di Rio de Janeiro
- 1633 – Samuel de Champlain reclama il suo ruolo di comandante della Nuova Francia in rappresentanza della Compagnia dei Cento Associati (tra cui Luigi XIII di Francia e il Cardinale Richelieu)
- 1692 – Inizia il Processo alle streghe di Salem, in cui quattro donne sono accusate di stregoneria
- 1700 – La Danimarca introduce il calendario gregoriano
- 1753 – La Svezia introduce il calendario gregoriano (il 1º marzo segue il 17 febbraio)
- 1756 – Papa Benedetto XIV pubblica la lettera enciclica Ex Quo Primum, sulla nuova edizione dell'Euchologion
- 1781 – Il Congresso continentale adotta gli Articoli della Confederazione
- 1790 – Viene autorizzato il primo censimento negli Stati Uniti d'America
- 1792 – in Austria Francesco II succede al padre Leopoldo II
- 1803 – L'Ohio viene ammesso come 17º Stato degli USA, con validità retroattiva dal 7 agosto 1953
- 1811 – I principali esponenti della dinastia mamelucca vengono uccisi al Cairo dal governatore egiziano Mehmet Ali
- 1815 – Napoleone Bonaparte rientra in Francia dal suo esilio sull'Isola d'Elba
- 1836 – Convenzione del 1836: delegati di 57 comunità del Texas si riuniscono a Washington-on-the-Brazos per deliberare l'indipendenza dal Messico
- 1840 – Adolphe Thiers diventa primo ministro di Francia
- 1845 – Il presidente statunitense John Tyler firma un decreto che autorizza gli USA ad annettere la Repubblica del Texas
- 1851 – Victor Hugo tiene un discorso davanti all'Assemblea nazionale francese, usando diverse volte l'espressione "Stati Uniti d'Europa"
- 1862 - Il generale William Tecumseh Sherman è assegnato all'esercito del Tennessee dell'ovest come comandante della V Divisione durante la guerra di secessione americana
- 1864 – Alejandro Mon Menéndez diventa primo ministro di Spagna
- 1867 – Il Nebraska diventa il 37º Stato degli USA
- 1872 – Viene istituito il Parco nazionale di Yellowstone
- 1873 – La E. Remington and Sons inizia la produzione della prima macchina da scrivere da scrivania
- 1896
  - Henri Becquerel espone all'Accademia delle scienze di Parigi la scoperta della radioattività
  - Battaglia di Adua: l'Etiopia difende con successo e definitivamente la propria indipendenza durante la Campagna d'Africa Orientale (1895-1896), sconfiggendo le truppe italiane
- 1911 – José Batlle y Ordóñez viene eletto presidente dell'Uruguay
- 1912 – Albert Berry compie il primo lancio col paracadute da un aereo in movimento
- 1917 – Il governo statunitense rilascia al pubblico la trascrizione in chiaro del Telegramma Zimmermann
- 1919 – Inizia il Movimento del Primo Marzo contro il governo coloniale giapponese in Corea
- 1920 – L'ammiraglio e statista ungherese Miklós Horthy diventa reggente d'Ungheria
- 1931 – Henry Pu Yi, ex imperatore di Cina, viene proclamato imperatore dello stato fantoccio del Manciukuò dall'Impero giapponese
- 1932 – USA: viene rapito il figlio dell'aviatore Charles Lindbergh
- 1935 – Jamil al-Midfa'i diventa primo ministro dell'Iraq per la seconda volta
- 1936 – Completamento della Diga di Hoover
- 1938 – Viene fondata l'azienda Samsung
- 1941 – Seconda guerra mondiale: la Bulgaria firma il Patto tripartito, entrando così tra le Potenze dell'Asse
- 1943 – Seconda guerra mondiale: il "Panzer General" Heinz Guderian diventa ispettore generale delle truppe corazzate della Wehrmacht
- 1946 – La Banca d'Inghilterra viene nazionalizzata.
- 1947 – Il Fondo Monetario Internazionale inizia le sue operazioni finanziarie
- 1949 – L'Indonesia strappa Yogyakarta agli olandesi
- 1950 – Guerra fredda: Klaus Fuchs viene condannato come spia dell'Unione Sovietica cui avrebbe passato dati segreti sulla bomba atomica
- 1953 – Iosif Stalin viene colpito da un attacco di cuore; morirà quattro giorni dopo
- 1954
  - Isole Marshall: nell'Atollo di Bikini gli USA sperimentano una bomba all'idrogeno da 20 megatoni, l'ordigno più potente mai fatto esplodere
  - Nazionalisti costaricani attaccano il Campidoglio degli Stati Uniti, ferendo cinque deputati
- 1956 – La International Air Transport Association completa la bozza dell'alfabeto fonetico di radiotelefonia per l'Organizzazione internazionale dell'aviazione civile
- 1958 – Arturo Frondizi diventa presidente dell'Argentina
- 1961
  - Il presidente statunitense John F. Kennedy fonda i Corpi della Pace
  - Vengono istituite le Frecce Tricolori nell'Aeroporto di Rivolto
- 1963 - Nascita ufficiale del Piccolo Coro dell'Antoniano, durante la quinta edizione dello Zecchino d'Oro
- 1966
  - La sonda spaziale sovietica Venera 3 si schianta su Venere, diventando il primo veicolo ad atterrare sulla superficie di un altro pianeta
  - Il Partito Ba'th prende il potere in Siria
- 1968 - Presso i giardini di Valle Giulia a Roma ha luogo un duro scontro fra studenti e polizia. Gli studenti tentavano di occupare nuovamente la facoltà di architettura dell'Università "La Sapienza" presidiata dalle forze dell'ordine che l'avevano sgomberata il 28 febbraio. Il fatto verrà ricordato come la "battaglia di Valle Giulia"
- 1969 – Jim Morrison, cantante del gruppo rock The Doors, viene arrestato mentre si esibiva in un concerto al Dinner Key Auditorium di Miami; Morrison verrà accusato ufficialmente per atti osceni, comportamento indecente, volgarità e ubriachezza molesta
- 1971 – Il presidente pakistano Yahya Khan rimanda indefinitamente la sessione in sospeso dell'Assemblea nazionale, facendo precipitare il Pakistan orientale in una massiccia disobbedienza civile
- 1973 – Esce negli USA l'album The Dark Side of the Moon dei Pink Floyd
- 1974 – Scandalo Watergate: sette persone sono indiziate per il loro ruolo nell'infrazione del Watergate e accusate di cospirazione e ostruzione della giustizia
- 1978 – La bara di Charlie Chaplin viene trafugata da un cimitero svizzero
- 1979 – Scandalo Lockheed: la Corte costituzionale in composizione integrata condanna per il reato di corruzione Camillo Crociani, Duilio Fanali, Antonio Lefebvre d'Ovidio, Ovidio Lefebvre d'Ovidio, Bruno Palmiotti e Mario Tanassi al carcere e al pagamento delle spese processuali; viene invece assolto con formula piena Luigi Gui
- 1980 – La sonda spaziale Voyager 1 conferma l'esistenza di Janus, una luna di Saturno
- 1981 – In Irlanda del Nord i detenuti dell'IRA iniziano il loro secondo sciopero della fame
- 1983
  - Le Isole Baleari e Madrid diventano Comunità autonome della Spagna
  - L'azienda svizzera Swatch presenta il suo primo orologio
- 1989
  - Gli USA aderiscono alla Convenzione di Berna per la protezione delle opere letterarie e artistiche
  - Nei Paesi Bassi, i partiti politici Partito Politico Radicale, Partito Socialista pacifista, Partito Comunista dei Paesi Bassi e Partito Popolare Evangelico si uniscono a formare il partito politico Sinistra Verde (GL)
- 1992 – Dopo che la maggioranza delle comunità musulmane e croate votano per l'indipendenza della Bosnia, cecchini serbi-bosniaci sparano sui civili
- 1994 – Il Sudafrica cede Walvis Bay alla Namibia
- 1995 – Il primo ministro polacco Waldemar Pawlak si dimette e viene sostituito dall'ex-comunista Józef Oleksy
- 1999
  - Una delle quattro bombe fatte esplodere a Lusaka (Zambia) distrugge l'ambasciata dell'Angola
  - I ribelli Hutu uccidono otto turisti in Uganda
  - Entra in atto la Convenzione per la proibizione delle mine anti-uomo
- 2000
  - Si riscrive la Costituzione della Finlandia
  - Hans Blix assume la posizione di presidente esecutivo dell'UNMOVIC
- 2002
  - Invasione statunitense dell'Afghanistan: nell'Afghanistan orientale prende il via l'Operazione Anaconda
  - Vladimir Putin incontra il presidente della Georgia Eduard Shevardnadze in Kazakistan e richiede il suo supporto all'iniziativa militare statunitense per la guerra al terrorismo
  - In molti Stati europei, tra cui l'Italia, le monete nazionali perdono definitivamente di validità e l'Euro diventa l'unica valuta scambiabile
- 2003
  - Khalid Sheikh Mohammed, sospetto organizzatore degli attentati dell'11 settembre 2001, viene detenuto dalle autorità pakistane a Rawalpindi
  - Crisi del disarmo iracheno: gli Emirati Arabi Uniti chiedono al presidente iracheno Saddam Hussein di tirarsi indietro per evitare la guerra; la stessa richiesta arriverà anche da Bahrein e Kuwait
- 2004
  - Jean-Bertrand Aristide, ex presidente di Haiti, annuncia che le sue dimissioni del 29 febbraio furono ottenute con la forza e che venne costretto a lasciare la nazione da soldati statunitensi
  - Inizia in Belgio il processo al serial killer pedofilo Marc Dutroux
- 2005
  - Viene fondato a Vicenza il "Centro di Eccellenza per le Stability Police Units" (CoESPU), centro internazionale di formazione di forze di stabilizzazione di polizia dei Carabinieri.
  - La Corte suprema degli Stati Uniti d'America dichiara incostituzionale la pena di morte nei confronti dei minorenni all'epoca del reato
- 2006 – Con una cerimonia simultanea che coinvolge Roma e Torino, si accende la Fiamma paralimpica
- 2009 – La Televisione Svizzera di Lingua Italiana e la Radio della Svizzera Italiana "convergono" e si raggruppano cambiando nome e logo in Radiotelevisione svizzera di lingua italiana
- 2010 – Prima giornata internazionale di protesta dei migranti: in Italia con decine di manifestazioni contraddistinte dal colore giallo e sotto lo slogan Una giornata senza di noi
- 2011 – Viene rilasciato l'album musicale Il sogno eretico di Caparezza
- 2024 – Muore Akira Toriyama, autore del famosissimo manga Dragon Ball

## Nati
Ci sono circa 1 350 voci su persone nate il 1º marzo; vedi la pagina Nati il 1º marzo per un elenco descrittivo o la categoria Nati il 1º marzo per un indice alfabetico.

## Morti
Ci sono circa 530 voci su persone morte il 1º marzo; vedi la pagina Morti il 1º marzo per un elenco descrittivo o la categoria Morti il 1º marzo per un indice alfabetico.

## Feste e ricorrenze

### Civili
Nazionali:
- Bulgaria – Marteniza
- Galles – Giornata nazionale (San Davide di Menevia)
- Italia – Capodanno veneziano
- Romania – Mărțișor
- Roma antica – Capodanno, 1º marzo primo giorno dell'anno divenuto poi il 1º gennaio dopo l'introduzione del calendario giuliano promulgato da Giulio Cesare nell'anno 46 a.C.

### Religiose
Cristianesimo:
- Santa Agnese Cao Kuiying, martire in Cina
- Sant'Albino di Angers, vescovo
- Sant'Albino di Vercelli, vescovo
- San Davide di Menevia, vescovo, patrono del Galles
- Santa Domnina, vergine in Siria
- Sant'Eudocia di Eliopoli, martire
- San Felice III, papa
- San Leone di Bayonne, vescovo e martire
- San Leoluca di Corleone, abate
- Santa Marzia, martire nel IV secolo[3]
- Sant'Orso di Toul, vescovo
- San Pietro Ernandez, mercedario e martire
- San Rudesindo, vescovo
- San Silvio e compagni, martiri venerati ad Anversa
- San Siviardo, abate di Anille
- San Suitberto di Kaiserswerth, vescovo
- Beato Cristoforo da Milano, domenicano
- Beato Giorgio di Biandrate
- Beata Giovanna Maria Bonomo, religiosa
- Beato Gonzalo de Ubeda, vescovo

Religione romana antica e moderna:
- Calende
- Inizio dell'anno sacro (Anni sacri initium)
- Natale di Marte
- Natale di Giunone Lucina sull'Esquilino
- Matronalia
- Ancilia moventur